# Lista de pinturas de João Cristino da Silva

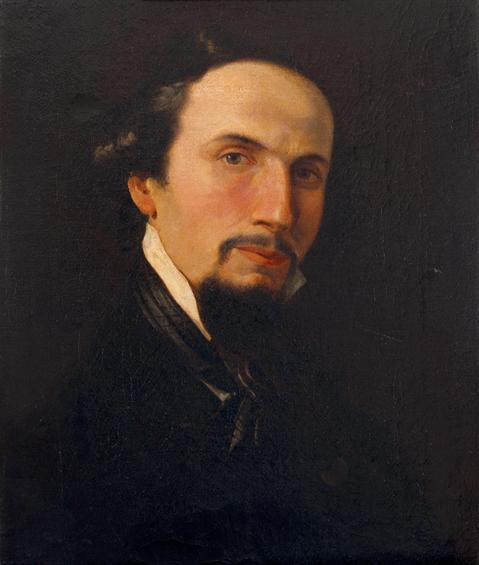
Autorretrato (1851) de João Cristino da Silva

Esta é uma lista de pinturas de João Cristino da Silva, lista não exaustiva das pinturas deste artista, mas tão só das que como tal estão registadas na Wikidata.
A lista está ordenada pela data de criação de cada pintura. Como nas outras listas geradas a partir da Wikidata, os dados cuja designação se encontra em itálico apenas têm ficha na Wikidata, não tendo ainda artigo próprio criado na Wikipédia.
João Cristino da Silva (1829–1877), que nasceu em Lisboa no seio de uma família ligada ao comércio,  frequentou a Academia de Belas-Artes de Lisboa, no período 1841-45, onde revela uma personalidade irreverente que recusa o ensino académico. Apresenta Cinco Artistas em Sintra, na Exposição Universal de Paris de 1855, a mais significativa pintura da geração romântica, fazendo uma síntese de pintura de paisagem, retrato e costumes, sendo o primeiro retrato colectivo de artistas portugueses. A novidade da captação da paisagem “no natural”, torna-se a característica do grupo retratado e constitui a afirmação da prática contrária à pintura de atelier e ao ensino académico. Os sentimentos românticos revelam-se em paisagens luminosas, cenas nocturnas, poentes, ou através de contrastantes zonas sombreadas e ensolaradas, mas também transmitem angústia e nostalgia com mares encrespados e tempestades ameaçadoras. Cristino concretiza um ideário romântico português que embora tardio se aproxima do romantismo internacional e anuncia o naturalismo.
| Imagem | Título                                   | Data         | Retrata                                                                                          | Coleção                                        | Descrito em |
| ------ | ---------------------------------------- | ------------ | ------------------------------------------------------------------------------------------------ | ---------------------------------------------- | ----------- |
|        | Pastores e Gado Passando uma Ribeira     | 1846         |                                                                                                  | Museu de José Malhoa                           |             |
|        | The Road to Pena.                        | 19th century |                                                                                                  | No/unknown value                               |             |
|        | Interior de convento                     | 19th century |                                                                                                  | No/unknown value                               |             |
|        | Autorretrato de João Cristino da Silva   | 1854         | João Cristino da Silva                                                                           | Museu Nacional de Arte Contemporânea do Chiado |             |
|        | Título desconhecido (Marinha)            | 1855         |                                                                                                  | Museu Nacional de Arte Contemporânea do Chiado |             |
|        | Serra de Sintra e Palácio da Pena        | 1855         | Palácio Nacional da Pena Serra de Sintra camponês donkey                                         | MU.SA - Museu das Artes de Sintra              |             |
|        | Estrada da Pena                          | 1855         | Palácio Nacional da Pena                                                                         | Coleção Municipal de Arte                      |             |
|        | Sem título (Paisagem)                    | 1855         |                                                                                                  | No/unknown value                               |             |
|        | Sem Título (Cabeça de Rapaz)             | 1855         | menino                                                                                           | Museu Nacional de Arte Contemporânea do Chiado |             |
|        | Cinco Artistas em Sintra                 | 1855         | Tomás da Anunciação Francisco Augusto Metrass João Cristino da Silva Vítor Bastos José Rodrigues | Museu Nacional de Arte Contemporânea do Chiado |             |
|        | Recuar da onda                           | 1857         |                                                                                                  | Centro de Arte Moderna Gulbenkian              |             |
|        | Título desconhecido (Caminho da Pena)    | 1860         | Palácio Nacional da Pena                                                                         | No/unknown value                               |             |
|        | Título desconhecido (Paisagem de Sintra) | 1860         | Palácio Nacional de Sintra                                                                       | No/unknown value                               |             |
|        | A Boca do Inferno.                       | 1860s        |                                                                                                  | No/unknown value                               |             |
|        | O Regresso a Casa                        | 1866         |                                                                                                  | No/unknown value                               |             |
|        | A Passagem do gado                       | 1867         |                                                                                                  | Museu Nacional de Arte Contemporânea do Chiado |             |
|        | Napolitana                               | 1876         |                                                                                                  | No/unknown value                               |             |

∑ 17 items.